# 732 до н. е.

## Події
- Переможець XII олімпіади Оксіфемід з Коронеї (або з Корони в Мессенії [1]).
- Бл.732 – Ламіс із Мегар вивів колонію на Сицилію в місцевість Тротіл [2].
- Початок правління фараона XXIV династії Тефнахта I.
- 732 (або 730) – Помер фараон XXII династії Петубаст II. На престол зійшов Осоркон IV, який правив у Бубастісі і Танісі. Його зараховують до XXII династії.
- 732 (20 рік Піанхі) [3] - вторгнення Піанхі в Єгипет. Іупут II, Осоркон IV і Тефнахт I стали його васалами.
- Взяття Дамаска асирійцями [4].
- 732 (20 рік Іоафама, 12 рік Ахаза [5]) – вбито царя Ізраїлю Пекаха, на трон зійшов Осія.
- Цар Вавилону Набу-надін-зері повалений, царем став Набу-шум-укін II. Останнього скинув халдей Набу-мукін-зері.